# ゴーパカ・モッガラーナ経
『ゴーパカ・モッガラーナ経』（ゴーパカモッガラーナきょう、巴: Gopakamoggallāna-sutta, ゴーパカモッガラーナ・スッタ）とは、パーリ仏典経蔵中部に収録されている第108経。『瞿黙目犍連経』（ぐもくもっけんれんきょう）とも。
類似の伝統漢訳経典としては、『中阿含経』（大正蔵26）の第145経「瞿黙目揵連経」がある。
アーナンダが、婆羅門であるラージャガハ（王舎城）城壁工事の監督官モッガラーナ（目犍連）や、マガダ国の大臣ヴァッサカーラに仏法を説く。

## 構成

### 登場人物
- アーナンダ
- ゴーパカ・モッガラーナ（監督官モッガラーナ） --- ラージャガハ（王舎城）の城壁工事の監督官
- ヴァッサカーラ --- マガダ国の大臣

### 場面設定
釈迦が入滅（般涅槃）して間も無い頃、アーナンダは、マガダ国ラージャガハ（王舎城）のカランダカニヴァーパ（竹林精舎）に滞在していた。
当時、マガダ国のアジャータサットゥ王は隣国からの侵略に備えてラージャガハ（王舎城）の城壁工事を行っていたが、その監督官だったモッガラーナ（目犍連）は、托鉢に来たアーナンダに対して、釈迦の弟子たちは、釈迦と同等の徳性を具えているのかどうか問う。
アーナンダは、釈迦の徳性の内いくらかを具えている者はいるが、その全てを具えている者はいないと答える。
そこにやって来たマガダ国の大臣ヴァッサカーラは、釈迦の後継者は決まっているのか、また何を拠り所としたらいいのか問う。
アーナンダは、後継者は決まっていないこと、また釈迦は「法に拠る」ことを遺言としたことを告げる。そして、僧伽に属する比丘・比丘尼たちは、布薩の度に戒律を確認し自分達を律していること、彼らの中には尊敬に値する者が少なからずいること、それを証明する十の徳性、更に五蓋、四禅などについて述べる。
ヴァッサカーラは納得して帰る。

## 日本語訳
- 『南伝大蔵経・経蔵・中部経典3』（第11巻上） 大蔵出版
- 『パーリ仏典 中部（マッジマニカーヤ）後分五十経篇I』 片山一良訳 大蔵出版
- 『原始仏典 中部経典4』（第7巻） 中村元監修 春秋社